# Sono innocente ma...
Sono innocente ma... è un singolo del cantautore italiano Vasco Rossi, pubblicato il 13 marzo 2015 come quinto estratto dal suo diciassettesimo album in studio Sono innocente.
Il 19 maggio dello stesso anno il singolo è stato pubblicato per il download digitale con l'aggiunta di alcuni remix.

## Descrizione
Il testo della canzone è stato composto dallo stesso Vasco e la musica con la collaborazione di Roberto Casini e Andrea Righi, ed è la traccia che apre il disco. Presenta un testo che è un ironico e tagliente pugno contro i giudizi e le vecchie ferite di Rossi stesso agli inizi della sua carriera, legate in particolare ai suoi problemi con alcolici e depressione.

## Video musicale
Il videoclip, pubblicato il 13 marzo 2015, mostra spezzoni tratti da concerti tenuti da Rossi durante il Vasco Live Kom '014 tenutosi in tutta Italia. Oltre a queste scene, vengono proposte sequenze che raffigurano le tre diverse copertine dell'album e un combattimento tra due lottatori.

## Tracce
1. Sono innocente ma... (DJ Ross & Alessandro Viale Extended Remix) – 4:11
2. Sono innocente ma... (MAB2 Extended Version) – 5:50
3. Sono innocente ma... (Stefano Fisico & Micky UK Extended Remix) – 3:59
4. Sono innocente ma... (The ReLOUD Remix) – 5:24

## Formazione
Musicisti
- Vasco Rossi – voce
- Guido Elmi – arrangiamento, tastiera, programmazione
- Glen Sobel – batteria
- Claudio Golinelli – basso
- Vince Pastano – chitarra, tastiera, programmazione, cori
- Nicola Venieri – tastiera, programmazione
- Alberto Rocchetti – assolo di moog
- Clara Moroni – cori
- Andrea Innesto – cori
- Frank Nemola – cori

Produzione
- Guido Elmi – produzione
- Vasco Rossi – produzione
- Floriano Fini – coordinamento produzione
- Nicola Venieri – registrazione, missaggio
- Saverio "Sage" Principini – registrazione aggiuntiva
- Maurizio Biancani – mastering